# Thismia jianfenglingensis
Thismia jianfenglingensis, biljna vrsta iz porodice Burmanniaceae otkrivena 2020. godine u tropskoj prašumi na kineskom otoku Hainanu. Novu vrstu, T. jianfenglingensis, u obliku crvenog fenjera, pronašli su istraživači iz Istraživačkog instituta za tropsko šumarstvo pri Kineskoj šumarskoj akademiji, navodi se u izvješću časopisa Keji Ribao (Science and Technology Daily).
To je šesta vrsta roda Thismia otkrivena u Kini. Prema izvješću, zbog izuzetno male populacije vrste predlaže se da se smatra ranjivom prema kriterijima Međunarodne unije za zaštitu prirode za stanje očuvanja biljnih vrsta.